# Дельгадо, Фернардо Рафаэль
Фернандо Рафаэль Дельгадо (исп. Fernando Rafael Delgado; род. 25 июля 2006) — мексиканский футболист, вратарь клуба «Реал Монаркс».

## Клубная карьера
Дельгадо — воспитанник клуба «Реал Солт-Лейк». 16 октября 2021 года в поединке против «Остин Болд» Фернандо дебютировал в USL за дублирующий состав. 

## Международная карьера
В 2023 году в составе юношеской сборной Мексики Дельгадо выиграл юношеском Кубке КОНКАКАФ в Гватемале. На турнире он сыграл в матче против сборной Панамы.

## Достижения
Международные
 Мексика (до 17)
- Победитель Юношеского кубка КОНКАКАФ — 2023